# Huchenneville
Huchenneville (picardisch: Hucheinneville) ist eine nordfranzösische Gemeinde mit 681 Einwohnern (Stand 1. Januar 2022) im Département Somme in der Region Hauts-de-France. Die Gemeinde liegt im Arrondissement Abbeville und ist Teil der Communauté de communes du Vimeu und des Kantons Abbeville-2.

## Geographie
Die von Abbeville durch die Gemeinde Mareuil-Caubert getrennte Gemeinde an der früheren Route nationale 28 umfasst die Ortsteile Villers-sur-Mareuil, Inval, Caumont und Limercourt. Das Gemeindegebiet liegt im Regionalen Naturpark Baie de Somme Picardie Maritime.

## Geschichte
Während der Schlacht von Abbeville fanden zwischen dem 28. Mai und dem 4. Juni 1940 Kämpfe um das Schloss von Huchenneville und den Weiler Villers-sur-Mareuil statt.

## Einwohner
| 1962 | 1968 | 1975 | 1982 | 1990 | 1999 | 2006 | 2011 |
| ---- | ---- | ---- | ---- | ---- | ---- | ---- | ---- |
| 577  | 592  | 560  | 581  | 667  | 665  | 661  | 664  |

## Verwaltung
Bürgermeister (maire) ist seit 2014 Jean-Claude Avisse.

## Sehenswürdigkeiten
- Kirche Saint-Martin
- Kirche Saint-Martin in Villers-sur-Mareuil

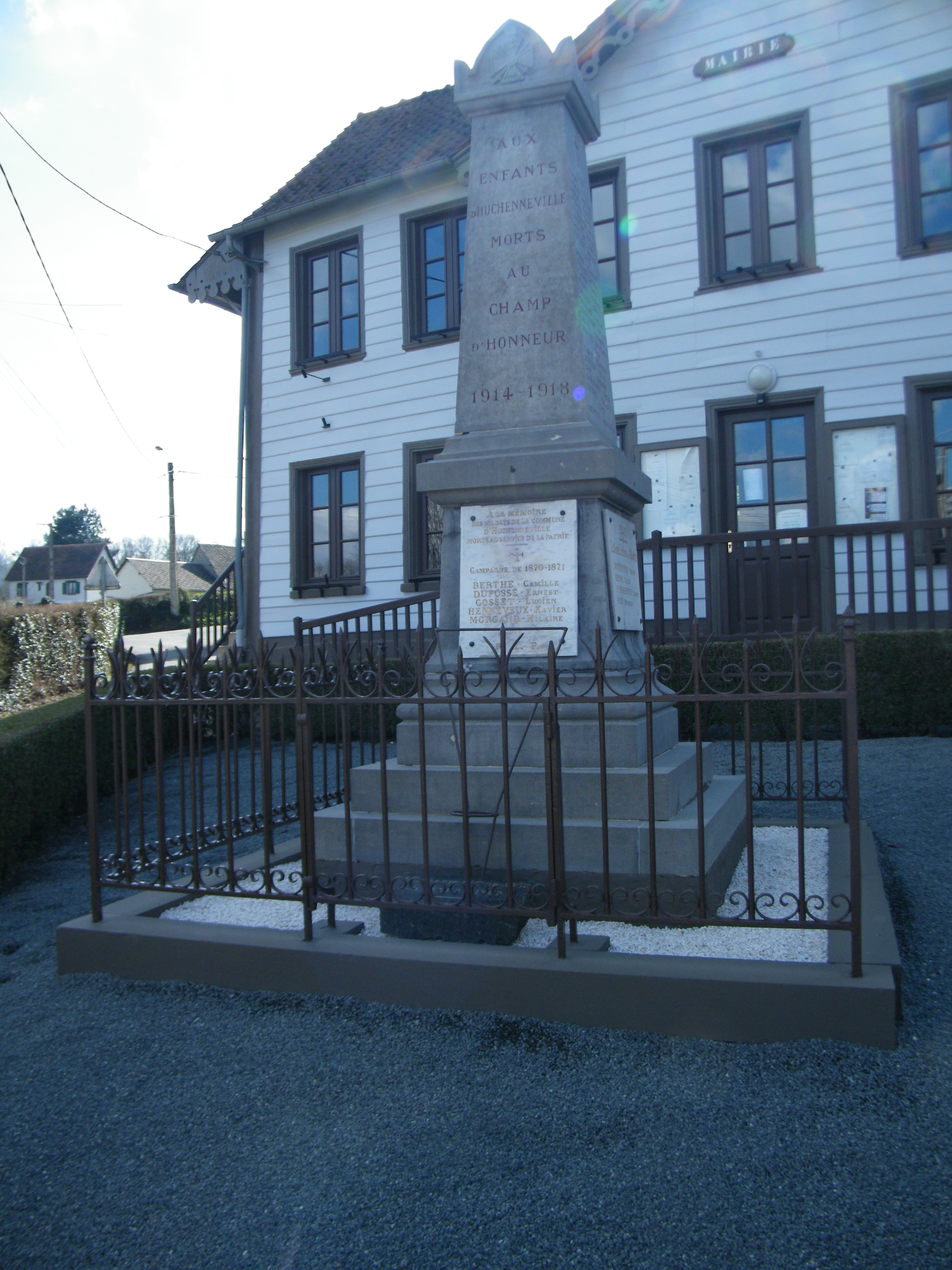
Kriegerdenkmal vor dem Rathaus

- Kriegerdenkmal